# Klenovnik kastélya
Klenovnik kastélya egy 17. századi főúri kastély Horvátországban, a Varasd megyei Klenovnik településen.

## Fekvése
A kastély Klenovnik központjában egy nagy park közepén található.

## Története
Klenovnik első írásos említése 1244-ben IV. Béla király adománylevelében történt, melyben más birtokokkal együtt az itteni erősséget a tatárok elleni harcokban tett szolgálataiért Mihály varasdi ispánnak adja. Ezután a 14. század végéig a Bebek család birtoka. 1399-ben Luxemburgi Zsigmond Cillei Hermannak adta és 1456-ig a család kihalásáig, a Cilleiek birtoka volt. Ezután Vitovec János horvát báné, majd Corvin Jánosé lett, aki Trakostyánnal együtt Gyulay Jánosnak adta. A Gyulayak három nemzedéken át birtokolták, de 1566-ban kihaltak és a birtok a császárra szállt. I. Miksa császár szolgálataiért Draskovics György horvát bánnak adta. 
A kastélyt 1616-ban gróf Draskovich János kezdte építtetni és az építés 1667-ig tartott, amikor az északkeleti szárny is megépült. A Draskovichok a birtokot ezután a 19. századig megtartották, amikor a kastélyt Bruck osztrák pénzügyminiszter vásárolta meg. 1922-ben Ivan Bombelles lett a birtokosa aki 1925-ben a kastélyt eladta. 1925 és 1927 között a kastélyt Hugo Erlich zágrábi építész tervei szerint tüdőkórházzá építették át. Ekkor még két épületszárnyat építettek hozzá. Ma tüdőkórházként Zágráb városának tulajdona, kissé elhanyagolt állapotú szép park övezi.

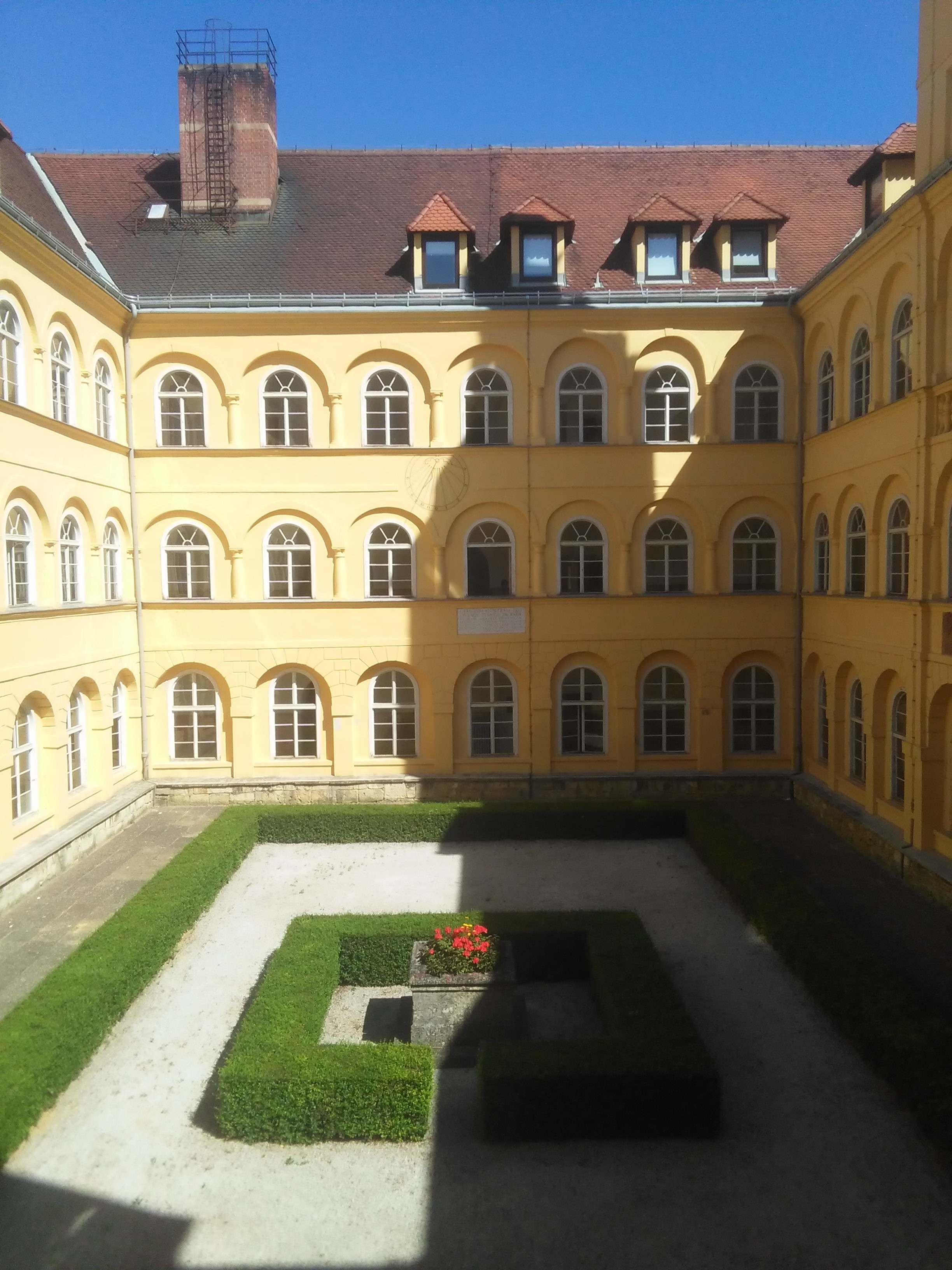
A kastély belső udvara

## Mai állapota
A Draskovich-kastély egyike az ország legnagyobb kastélyainak. Az építmény négyszög alaprajzú, udvari részén árkádokkal (ezeket később alakították ki). A kastélynak 90 szobája és 365 ablaka van. A belső térből kiemelkedik a barokk Szent Antal-kápolna, mely a Draskovichok temetőkápolnájának épült. Kialakítása 1738-ban kezdődött, oltárai 1741-ben készültek, osztrák szobrászok alkotásai. Eredeti állapotáról a 20. század elejéről fennmaradt fényképek tanúskodnak. 